# Dover (Oklahoma)
Dover é uma cidade  localizada no estado norte-americano de Oklahoma, no Condado de Kingfisher.

## Demografia
Segundo o censo norte-americano de 2000, a sua população era de 367 habitantes.
Em 2006, foi estimada uma população de 365, um decréscimo de 2 (-0.5%).

## Geografia
De acordo com o United States Census Bureau tem uma área de
0,8 km², dos quais 0,8 km² cobertos por terra e 0,0 km² cobertos por água. Dover localiza-se a aproximadamente 315 m acima do nível do mar.

## Localidades na vizinhança
O diagrama seguinte representa as localidades num raio de 32 km ao redor de Dover.